# Grupa wywiadowczo-rozpoznawcza Wołga
Grupa wywiadowczo–rozpoznawcza „Wołga” – samodzielna grupa spadochronowa ludowego Wojska Polskiego
Grupa została utworzona w sierpniu 1944 z żołnierzy Polskiego Samodzielnego Batalionu Specjalnego. Miała prowadzić na terenie Pomorza rozpoznanie, dostarczać dowództwu informacji o ruchach wojsk na kolejach i drogach, przekazywać dane o zakładach produkujących dla potrzeb wojska, zbierać wiadomości o rozmieszczeniu jednostek niemieckich, o lotniskach, koszarach oraz umocnieniach.

## Skład grupy
- ppor. Jan Miętki (dowódca)[3][4][5],
- st. sierż. Bronisław Warczak,
- st. sierż. Franciszek Nadolny,
- st. sierż. Leon Piesik,
- st. sierż. Alojzy Małachowski,
- plut. Stanisław Mroczek,
- kpr. Edmund Ernst,
- Aleksiejew „Wiktor” (z-ca dowódcy, oficer AR),
- Ukołow „Jurka” (radiotelegrafista, oficer AR).

## Uzbrojenie i wyposażenie
- pistolety maszynowe PPS-43 – 9 szt.[6][7]
- pistolety TT – 7 szt.
- rewolwer Nagant – 2 szt.
- cichostrzelne karabiny dla strzelców wyborowych – 2 szt.
- granaty ręczne F-1 – 54 szt.
- amunicja – 20 tys. szt.
- lornetki – 7 szt.
- noże fińskie – 9 szt.
- latarki sygnalizacyjne – 9 szt.
- małoobrazkowy aparat fotograficzny „Fed” – 1 szt.
- radiostacja nadawczo-odbiorcza „Siewier” – 1 szt.
- busole Adrianowa – 9 szt.
- torby polowe – 9 szt.
- mapniki – 3 szt.

## Działania grupy
7 września 1944 około 17:00 grupa wylądowała w rejonie Białej Podlaskiej na jednym z polowych lotnisk. Odlot na tyły wroga nastąpił w dniu 9 września. Tego samego dnia w godzinach popołudniowych dowódca grupy otrzymał od podpułkownika Henryka Toruńczyka komplety map: mapę lotniczą Europy, trzy komplety map rejonu przyszłej działalności obejmującej obszar w granicach: Bydgoszcz, Inowrocław, Toruń, Grudziądz, Elbląg, Gdańsk, Puck, Słupsk, Szczecinek i Piły i dwa komplety map powiatów: Chojnice, Tuchola, Starogard, oraz północnej części powiatu Świecie. Dostał również dużą sumę pieniędzy. O 22:00 nastąpił start samolotu, którego trasa wiodła nad Warszawą, Toruniem, Grudziądzem i Tucholą. Grupa wylądowała na polach uprawnych pomiędzy zachodnim brzegiem Jeziora Okonińskiego, a skrajem lasu na północny wschód od miejscowości Okoniny, która położona jest w głębi wielkich masywów leśnych tworzących obszar Borów Tucholskich. Po wylądowaniu nie odnaleziono zasobnika w którym znajdowała się zapasowa broń, wyżywienie oraz dodatkowa odzież. Ustalono w późniejszym czasie, że zawisł on na wieży triangulacyjnej. Grupa przemieściła się w rejon Szlachty, a następnie w okolice wsi Rzepiczna. Podczas przemarszu spotkali grupę miejscowych partyzantów z którymi przemieścili się do ich bazy położonej około 6 km od Czerska w pobliżu Jeziora Ślepego.
Przyjęto ich do grupy, która w dwa dni po wylądowaniu powiększyła się o ośmiu ludzi. 12 września dołączyli do niej: Jan Megger „Mann”, Leon Szmagliński „Czarny”, Witold Szmagliński „Wit”, Jan Gliniecki „Jaś”, Jan Ossowski „Sztyft”, Jan Kamiński „Sztajn”, Paweł Czerwiński „Paź” oraz Rosjanin zbiegły z obozu jenieckiego Leonid Filicziew „Madziar”. Bazą był bunkier, a w związku z powiększeniem się oddziału został rozbudowany. Posiadał dach i ściany z nieokorowanych pni drzew oraz trzy pomieszczenia połączone wspólnym przejściem. Grupa zorganizowała rozległą siatkę informacyjną, a pierwszymi jej ogniwami byli członkowie rodzin spadochroniarzy i partyzantów znajdujących się w grupie. Już po kilku dniach grupa mogła przekazać informacje o zainstalowaniu w lesie pod Wierzchucinem i koło Łeby wyrzutni pocisków V-1. W ostatnich dniach września grupa nawiązała kontakt z grupą dziewcząt radzieckich, które Niemcy wywieźli z terenów Związku Radzieckiego na roboty przy konserwacji linii kolejowych oraz budowie szos. Dziewczęta zbierały informacje o ruchach wojskowych transportów kolejowych oraz dostarczały koce i prześcieradła. W związku z możliwością zdekonspirowania dziewcząt postanowiono przyprowadzić je do bazy, jeżeli wyrażą na to zgodę, a były nimi  Nadzia, Szura, Kława i Wiera.
Spadochroniarze z nastaniem nocy wychodzili po meldunki do „skrzynek” oraz na spotkania z informatorami. Okoliczni mieszkańcy dostarczali im chleb, warzywa i ziemniaki, a w pozostałe produkty takie jak: cukier, sól, papierosy, kawę zaopatrywali się sami dokonując napadów na niemieckie magazyny i punkty zaopatrzenia. W październiku miejscowa ludność poinformowała grupę, że kilku Niemców nadgorliwie wykonuje swoje obowiązki krzywdząc polską ludność. Wysłano grupę specjalną, która przeprowadziła z nimi rozmowę i wymierzyła karę chłosty i grzywny. Postanowiono również zorganizować zasadzkę na polakożercę i wielokrotnego mordercę, komendanta niemieckiej żandarmerii w Czersku o nazwisku Kosanke. Komendanta nie było w jadącej kolumnie samochodów, ale od tamtej pory niewiele się o nim słyszało. W listopadzie grupa otrzymała informację, że do portu w Gdyni zawinął okręt hitlerowskiej Kriegsmarine „Scharnhorst”. Meldunek jako pilny został przekazany do ośrodka dyspozycyjnego, a po jego wysłaniu port został zbombardowany przez lotnictwo. Okręt nie kończąc załadunku musiał pośpiesznie wypłynąć z portu.
Grupy otrzymała wiadomość o zamordowaniu współpracującego z nią Antoniego Ossowskiego, brata jednego z partyzantów. Był bity przez żandarmów, którzy starali się dowiedzieć, gdzie jest jego brat Jan. Zbitego i zakrwawionego prowadzono w kierunku lasu, a po odmowie wskazania, gdzie umiejscowiony jest bunkier został rozstrzelany.
Zbliżał się trudny dla grupy okres zimy, a niebezpiecznym przeciwnikiem dla niej był śnieg. Paraliżował swobodę poruszania się z uwagi na ślady stóp, które były widoczne. Zbliżały się święta, które dla wielu spadochroniarzy miały być pierwszymi świętami w warunkach leśnego partyzanckiego życia. 22 grudnia około godziny 5.00 oddział został postawiony w stan gotowości, ponieważ na drogach z m. Kurcze do m. Lubocień i z m. Ostrowite do m. Krąg przebiegających nieopodal bazy pojawiły się kolumny samochodów wykonujące manewr oskrzydlający.  Grupa znalazła się w potrzasku. Doszło do walki z Niemcami. Około 12:30 oddziałowi zaczęła się kończyć amunicja, więc postanowili przebijać się przez rozstawione przez wroga linię zapór i kierować się w kierunku miejscowości Lubocień. Po krótkiej walce udało im się przebić z okrążenia. Po przebiciu się oddział pomaszerował w kierunku Lubocienia, a dalej Główki, Zimne Zdroje i zatrzymał się na odpoczynek w domu stojącym na skraju m. Kęsza. Następnie udali się dalej do wsi Zimne Zdroje, gdzie odpoczywali przez cały dzień, a później poszli do m. Lubiki i przenocowali tam u gospodarza Górnowicza. W międzyczasie nawiązali kontakt z grupą miejscowych partyzantów i nie chcąc narażać gościnnego gospodarza udali się do ich bunkra. Ppor. Jan Miętki zaproponował im dołączenie do oddziału i 25 grudnia powiększył się on o dalszych sześciu partyzantów. Byli to: Leon Prychła, Bernard Szturmowski, Alojzy Szturmowski, Edmund Lubiński oraz Gełdoń i Banach. Po uzupełnieniu żywności u Górnowicza cała grupa ruszyła do wsi Czarna Woda. Zatrzymali się w okolicy jeziora Smolnik w zabudowaniach dobrze znanej partyzantom i zbiegłym jeńcom radzieckim rodziny Jażdżewskich. Przywitał ich gospodarz Józef Jażdżewski, a po posiłku spędzili u nich noc w szopie na sianie. 27 grudnia około 8:00 rano przekazali do ośrodka dyspozycyjnego meldunek o stoczonej walce i zmianie rejonu. W odpowiedzi otrzymali gratulacje pomyślnego wyjścia z walki oraz wiadomość o zrzuceniu dwójki ludzi z radiostacją i trzech zasobników z zaopatrzeniem.
Do odszukania spadochroniarzy z zasobnikami  wysłano patrol w składzie: Alojzy Małachowski, Paweł Czerwiński, Jan Kamiński, Jan Gliniecki i Leon Prychła. 30 grudnia dowódca grupy ustalił miejsce na wybudowanie nowej bazy, a zrobił to ze współpracującym na tym terenie Józefem Jażdżewskim, pracującym na łąkach jako śluzowy, który pozostał do końca stałym informatorem i najwierniejszym współpracownikiem grupy. Terenem bazy był lasek położony około 2 km w kierunku południowo-wschodnim od jeziora Smolnik. Budowany bunkier musiał pomieścić 30 ludzi, ponieważ do tylu osób rozrosła się grupa. Był nieco mniejszy od poprzedniego, ale miejsca wystarczyło dla wszystkich. Wysłana grupa odnalazła poszukiwanych spadochroniarzy, którymi byli: ppor. Paweł Segał „dr Suski” i radiotelegrafistka „Zoja” Józefa Kotyńska. Zoja została w Zwierzyńcu u rodziny Łytkowskich, a następnie odprowadzono ją do Szlachty, gdzie zamieszkała u rodziny Leona Piesika. Patrol z dr Suskim ruszył do bazy i dotarł tam 7 stycznia 1945.
Po zadomowieniu się w nowym bunkrze grupa kontynuowała działalność wywiadowczą oraz wypady represyjne i udzielanie „lekcji poglądowych”. Ofensywa radziecka zaczęła obejmować swym zasięgiem tereny Pomorza. Ostatnie dni spędzała grupa w bunkrze nad jeziorem Smolnik i na progu wolności przeżyła wielki wstrząs. Zginął ich najwierniejszy współpracownik, ofiarny i bohaterski Józef Jażdżewski.
Śmierć Józefa Jażdżewskiego

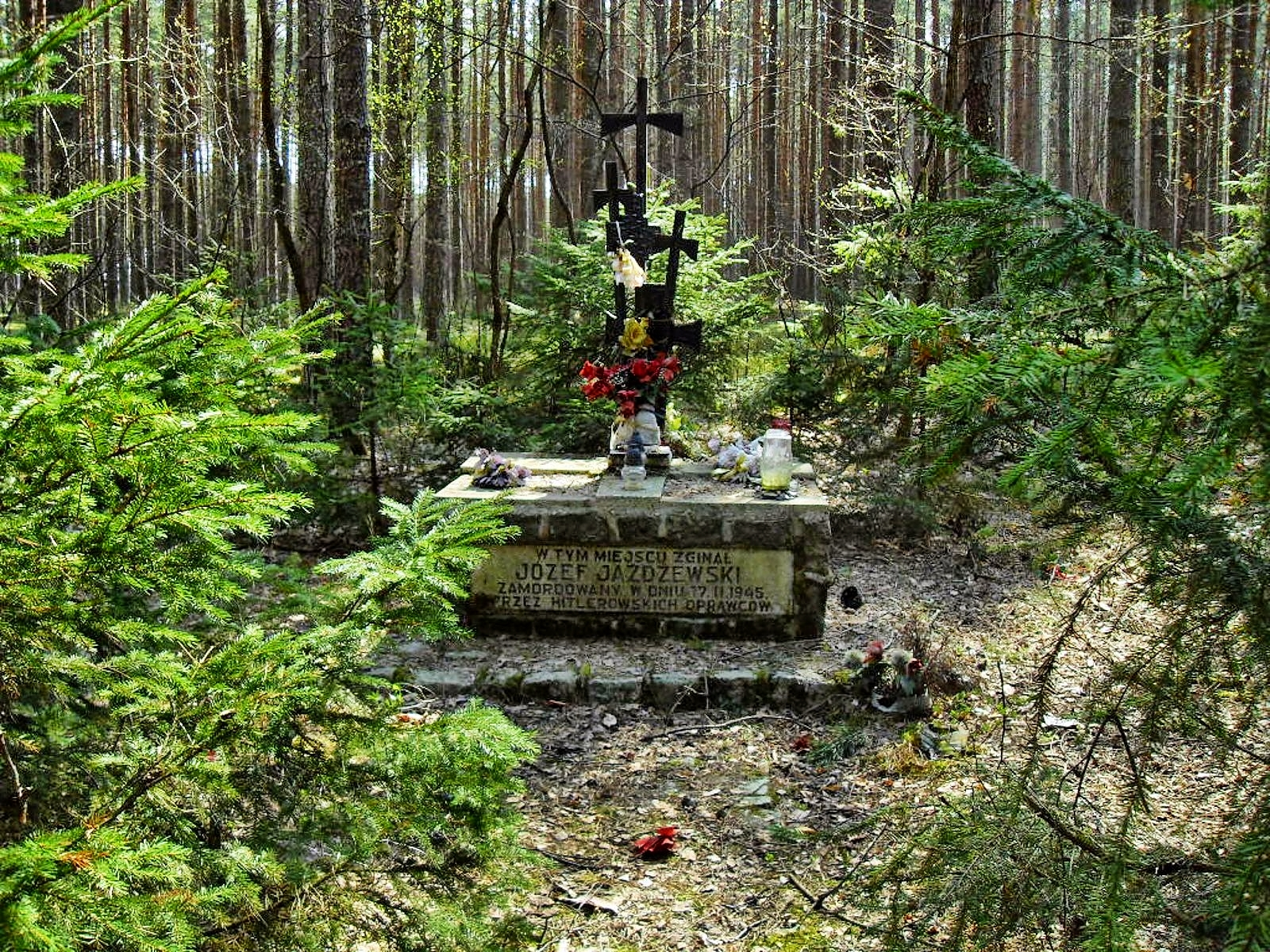
Pomnik upamiętniający miejsce śmierci Józefa Jażdżewskiego

Rodzina Jażdżewskich zbudzona została około czwartej nad ranem odgłosem strzału. Maria Jażdżewska przez okno zobaczyła na podwórku Niemców, którzy zaczęli walić kolbami w drzwi. Józef otworzył je i wówczas do środka wpadło pięciu Niemców. Dwóch zostało przy drzwiach, a trzech dopadło staruszka. Pod ich ciosami upadł na podłogę, a potężnie zbudowany esesman zaczął go kopać. Żona chciała podnieść męża, ale została odepchnięta. Kazano wszystkim domownikom wstać i w koszulach wygonili ich na podwórze pomimo zimy i leżącego jeszcze śniegu. Józefa zaciągnęli do stodoły i tam go katowali, a gdy zemdlał polewali wodą i, gdy się ocknął, to znów go bili. Niemcy bili również Marię Jażdżewską i ich córkę. Józefa bili w stodole, Marię w szopie, a córkę w piwnicy. Cała trójka mówiła, że nic nie wie o partyzantach. Córka pod ciosami była przerzucana od ściany do ściany. Pada na ziemię, podnosi się, żeby znowu upaść, aż w końcu traci przytomność. Marię niebieskooki Niemiec lewą ręką dusił za gardło, a prawą bił po twarzy. Gdy upadła kopał ją podkutymi butami, gdzie popadło. Kiedy próbowała wstać, to nie pozwalał tylko bez przerwy kopał. Katowany w stodole Józef nie może już stać, ponieważ ma połamane nogi. Katowanie rodziny zaprzestali, gdy był już jasny dzień. Ściągnęli sąsiada i kazali mu iść po konie. Około 10:30 sąsiad wrócił z końmi. Z mieszkania wynoszą pierzynę, kładą ją na saniach i umieszczają na niej nieprzytomnego Józefa Jażdżewskiego. Po chwili cała kawalkada rusza w kierunku lasu. Sąsiad po jakimś czasie wrócił z zakrwawioną pierzyną. Nie chciał opowiedzieć rodzinie jak oprawcy dobili w drodze konającego staruszka i jak musiał zakopać Józefa przy drodze z Leśnej Huty do Czerska. Dopiero po wyzwoleniu powiedział, gdzie został zakopany. Rodzina zwłoki odkopała i pochowała na cmentarzu. 9 października 1960 odbyła się uroczystość, podczas której generał Wacław Komar przekazał wdowie po bohaterskim robotniku domek, ufundowany i zbudowany w miejscowości Odry pow. Chojnice woj. Bydgoszcz przez żołnierzy kaszubskiej jednostki Korpusu Bezpieczeństwa Wewnętrznego.
Codziennie radiotelegrafista grupy podawał do ośrodka dyspozycyjnego informacje o zgrupowaniach wojsk hitlerowskich, a nazajutrz lotnictwo bombardowało wskazane obiekty. Wysłany patrol rozpoznawczy w kierunku linii kolejowej Czarna Woda–Czersk poinformował o zablokowanych transportami wojskowymi stacjach. Meldunek przekazano natychmiast, a w odpowiedzi nadleciało kilka eskadr samolotów szturmowych, które zbombardowały transporty. 15 lutego oswobodzone zostały Tuchola i Chojnice. Do bunkra dochodził huk dział. 22 lutego 1945 wysłano na „Wielką Ziemię” meldunek o koncentracji piechoty i artylerii wroga w rejonie bunkra, który był zamknięciem jej działalności na tyłach wroga. Przed wieczorem nastąpił wymarsz grupy w kierunku linii frontu. Droga przemarszu wiodła w pobliżu jeziorka Płaszczki do nasypu kolejowego linii kolejowej Chojnice–Tczew, a dalej wzdłuż drogi wiodącej ze Studzienic do Lubik w kierunku autostrady. Po jej przekroczeniu udali się w kierunku m. Zimne Zdroje i przez kładkę na rzece Czarna Woda poszli ku m. Szlachta. Zachowując środki ostrożności przeskoczyli przez tory magistrali kolejowej Śląsk-Gdynia oraz linii kolejowej Czersk–Szlachta, a następnie zatrzymali się w zagajniku w okolicy przystanku kolejowego Lipowa Tucholska. 24 lutego przekroczyli linię frontu i pomaszerowali w kierunku wspomnianej stacji kolejowej, gdzie dowódca grupy Jan Miętki złożył uroczysty raport znajdującemu się na stanowisku dowodzenia radzieckiemu generałowi. Po kilku dniach spadochroniarze ruszyli w dalszą drogę. Trasa marszu wiodła przez Tucholę, Koronowo, Bydgoszcz, Toruń, Włocławek do Kutna, a tam po załatwieniu formalności zostali skierowani do macierzystej jednostki, do Samodzielnego Batalionu Specjalnego, który rozrósł się i przekształcił w wojska wewnętrzne.